# V404 Лебедя
V404 Лебедя (V404 Cygni) — тройная звездная система Лебедя, состоящая из чёрной дыры с массой около 12±3 масс Солнца и двух звезд спектрального класса G или K. Две звезды вращаются вокруг черной дыры, первая совершает оборот за каждые 6,474 дней, вторая, приблизительно, за 70 000 лет. Первая звезда из-за их близости деформируется гравитацией чёрной дыры и теряет в ней массу.
Буква «V» в названии указывает, что это переменная звезда, блеск которой изменяется со временем. Она также считается новой, потому что, по крайней мере, три раза в 20-м веке она произвела яркую вспышку энергии (1938, 1956 и 1989 годы). Наконец, она рентгеновская новая, так как периодически излучает короткие всплески рентгеновского излучения.
Было высказано предположение, что более массивный компонент системы может быть Q-звезда, а не чёрная дыра.
В 2009 году чёрная дыра в рентгеновской новой V404 Лебедя, стала первой чёрной дырой, которая имеет точное измерение параллакса для определения расстояния от нашей Солнечной системы; расстояние 2,39±0,14 килопарсека или 7,80±0,46 тыс. св. лет.

## Открытие
21 мая 1989 года японский спутник Ginga обнаружил новый источник рентгеновского излучения, который был каталогизирован как GS 2023+338. 27 мая он был связан из-за местоположения с оптической звездой V404 Лебедя.

## Вспышка 2015 года
15 июня 2015 года космический аппарат НАСА SWIFT зафиксировал первые признаки возобновления активности. 17 июня гамма-обсерватория ЕКА Интеграл начала мониторинг вспышек. Интеграл обнаружил «повторяющиеся яркие вспышки света в масштабах времени менее часа, что редко встречается для других систем с чёрными дырами», и вспышки рентгеновской новой V404 Лебедя стали самым ярким объектом в рентгеновском небе — до пятидесяти раз ярче Крабовидной туманности. Эта вспышка — первая с 1989 года. Событие имело большую значимость, на нескольких наземных обсерваториях проводились оптические наблюдения, что в итоге вылилось в большое международное сотрудничество под руководством японского астрофизика Марико Кимуры из Киотского университета. 7 января 2016 года в научном журнале Nature была опубликована статья, ставшая итогом работы этого сотрудничества.
Астрономы-любители тоже активно наблюдали данную вспышку .
Другие вспышки произошли в 1938 и 1956 годах, и, вероятно, вызваны материей, накапливающейся в диске вокруг чёрной дыры.

## Изображения
Гал.долгота 73.1187° 

Гал.широта -2.0915° 

Расстояние 7800 св. лет
Некоторые ближайшие к Солнцу чёрные дыры